# Montbéliard (quận)
Quận Montbéliard là một quận của Pháp, nằm ở tỉnh Doubs, trong vùng Franche-Comté. Quận này có 13 tổng và 193 xã.

## Các đơn vị hành chính

### Các tổng
Các tổng của quận Montbéliard là: 
1. Audincourt
2. Clerval
3. Étupes
4. Hérimoncourt
5. L'Isle-sur-le-Doubs
6. Maîche
7. Montbéliard-Est
8. Montbéliard-Ouest
9. Pont-de-Roide
10. Le Russey
11. Saint-Hippolyte
12. Sochaux-Grand-Charmont
13. Valentigney

### Các xã
Các xã của quận Montbéliard, và mã INSEE là: 
| 1. Abbévillers (25004)                    | 2. Accolans (25005)                    | 3. Aibre (25008)                          | 4. Allenjoie (25011)                 |
| 5. Allondans (25013)                      | 6. Anteuil (25018)                     | 7. Appenans (25019)                       | 8. Arbouans (25020)                  |
| 9. Arcey (25022)                          | 10. Audincourt (25031)                 | 11. Autechaux-Roide (25033)               | 12. Badevel (25040)                  |
| 13. Bart (25043)                          | 14. Battenans-Varin (25046)            | 15. Bavans (25048)                        | 16. Belfays (25049)                  |
| 17. Belleherbe (25051)                    | 18. Belvoir (25053)                    | 19. Berche (25054)                        | 20. Bethoncourt (25057)              |
| 21. Beutal (25059)                        | 22. Bief (25061)                       | 23. Blamont (25063)                       | 24. Blussangeaux (25066)             |
| 25. Blussans (25067)                      | 26. Bondeval (25071)                   | 27. Bonnétage (25074)                     | 28. Bourguignon (25082)              |
| 29. Bournois (25083)                      | 30. Branne (25087)                     | 31. Bretigney (25093)                     | 32. Bretonvillers (25095)            |
| 33. Brognard (25097)                      | 34. Burnevillers (25102)               | 35. Cernay-l'Église (25108)               | 36. Chamesey (25113)                 |
| 37. Chamesol (25114)                      | 38. Charmauvillers (25124)             | 39. Charmoille (25125)                    | 40. Charquemont (25127)              |
| 41. Chaux-lès-Clerval (25140)             | 42. Chazot (25145)                     | 43. Clerval (25156)                       | 44. Colombier-Fontaine (25159)       |
| 45. Cour-Saint-Maurice (25173)            | 46. Courcelles-lès-Montbéliard (25170) | 47. Courtefontaine (25174)                | 48. Crosey-le-Grand (25177)          |
| 49. Crosey-le-Petit (25178)               | 50. Dambelin (25187)                   | 51. Dambenois (25188)                     | 52. Dampierre-les-Bois (25190)       |
| 53. Dampierre-sur-le-Doubs (25191)        | 54. Dampjoux (25192)                   | 55. Damprichard (25193)                   | 56. Dannemarie (25194)               |
| 57. Dasle (25196)                         | 58. Dung (25207)                       | 59. Désandans (25198)                     | 60. Exincourt (25230)                |
| 61. Faimbe (25232)                        | 62. Ferrières-le-Lac (25234)           | 63. Fesches-le-Châtel (25237)             | 64. Fessevillers (25238)             |
| 65. Feule (25239)                         | 66. Fleurey (25244)                    | 67. Fontaine-lès-Clerval (25246)          | 68. Fournet-Blancheroche (25255)     |
| 69. Frambouhans (25256)                   | 70. Froidevaux (25261)                 | 71. Geney (25266)                         | 72. Glay (25274)                     |
| 73. Glère (25275)                         | 74. Goumois (25280)                    | 75. Goux-lès-Dambelin (25281)             | 76. Grand'Combe-des-Bois (25286)     |
| 77. Grand-Charmont (25284)                | 78. Gémonval (25264)                   | 79. Hyémondans (25311)                    | 80. Hérimoncourt (25304)             |
| 81. Indevillers (25314)                   | 82. Issans (25316)                     | 83. L'Hôpital-Saint-Lieffroy (25306)      | 84. L'Isle-sur-le-Doubs (25315)      |
| 85. La Bosse (25077)                      | 86. La Chenalotte (25148)              | 87. La Grange (25290)                     | 88. La Prétière (25470)              |
| 89. Laire (25322)                         | 90. Lanthenans (25327)                 | 91. Laval-le-Prieuré (25329)              | 92. Le Barboux (25042)               |
| 93. Le Bizot (25062)                      | 94. Le Bélieu (25050)                  | 95. Le Luhier (25351)                     | 96. Le Mémont (25373)                |
| 97. Le Russey (25512)                     | 98. Le Vernoy (25608)                  | 99. Les Bréseux (25091)                   | 100. Les Fontenelles (25248)         |
| 101. Les Plains-et-Grands-Essarts (25458) | 102. Les Terres-de-Chaux (25138)       | 103. Les Écorces (25213)                  | 104. Liebvillers (25335)             |
| 105. Longevelle-lès-Russey (25344)        | 106. Longevelle-sur-Doubs (25345)      | 107. Lougres (25350)                      | 108. Mancenans (25365)               |
| 109. Mancenans-Lizerne (25366)            | 110. Mandeure (25367)                  | 111. Marvelise (25369)                    | 112. Mathay (25370)                  |
| 113. Maîche (25356)                       | 114. Meslières (25378)                 | 115. Mont-de-Laval (25391)                | 116. Mont-de-Vougney (25392)         |
| 117. Montancy (25386)                     | 118. Montandon (25387)                 | 119. Montbéliard (25388)                  | 120. Montbéliardot (25389)           |
| 121. Montenois (25394)                    | 122. Montjoie-le-Château (25402)       | 123. Montécheroux (25393)                 | 124. Médière (25372)                 |
| 125. Narbief (25421)                      | 126. Neuchâtel-Urtière (25422)         | 127. Noirefontaine (25426)                | 128. Nommay (25428)                  |
| 129. Noël-Cerneux (25425)                 | 130. Onans (25431)                     | 131. Orgeans-Blanchefontaine (25433)      | 132. Orve (25436)                    |
| 133. Pierrefontaine-lès-Blamont (25452)   | 134. Plaimbois-du-Miroir (25456)       | 135. Pompierre-sur-Doubs (25461)          | 136. Pont-de-Roide (25463)           |
| 137. Provenchère (25471)                  | 138. Présentevillers (25469)           | 139. Péseux (25449)                       | 140. Rahon (25476)                   |
| 141. Randevillers (25478)                 | 142. Rang (25479)                      | 143. Raynans (25481)                      | 144. Roche-lès-Clerval (25496)       |
| 145. Roches-lès-Blamont (25497)           | 146. Rosières-sur-Barbèche (25503)     | 147. Rosureux (25504)                     | 148. Rémondans-Vaivre (25485)        |
| 149. Saint-Georges-Armont (25516)         | 150. Saint-Hippolyte (25519)           | 151. Saint-Julien-lès-Montbéliard (25521) | 152. Saint-Julien-lès-Russey (25522) |
| 153. Saint-Maurice-Colombier (25524)      | 154. Sainte-Marie (25523)              | 155. Sainte-Suzanne (25526)               | 156. Sancey-le-Grand (25529)         |
| 157. Sancey-le-Long (25530)               | 158. Santoche (25531)                  | 159. Seloncourt (25539)                   | 160. Semondans (25540)               |
| 161. Sochaux (25547)                      | 162. Solemont (25548)                  | 163. Soulce-Cernay (25551)                | 164. Sourans (25552)                 |
| 165. Soye (25553)                         | 166. Surmont (25554)                   | 167. Taillecourt (25555)                  | 168. Thiébouhans (25559)             |
| 169. Thulay (25562)                       | 170. Trévillers (25571)                | 171. Urtière (25573)                      | 172. Valentigney (25580)             |
| 173. Valonne (25583)                      | 174. Valoreille (25584)                | 175. Vandoncourt (25586)                  | 176. Vaucluse (25588)                |
| 177. Vauclusotte (25589)                  | 178. Vaufrey (25591)                   | 179. Vellerot-lès-Belvoir (25595)         | 180. Vellevans (25597)               |
| 181. Vernois-lès-Belvoir (25607)          | 182. Vieux-Charmont (25614)            | 183. Villars-lès-Blamont (25615)          | 184. Villars-sous-Dampjoux (25617)   |
| 185. Villars-sous-Écot (25618)            | 186. Voujeaucourt (25632)              | 187. Vyt-lès-Belvoir (25635)              | 188. Échenans (25210)                |
| 189. Écot (25214)                         | 190. Écurcey (25216)                   | 191. Étouvans (25224)                     | 192. Étrappe (25226)                 |
| 193. Étupes (25228)                       |                                        |                                           |                                      |